# 镜前的维纳斯
《镜前的维纳斯》（西班牙文：La Venus del espejo；英文：The Toilet of Venus、The Rokeby Venus、Venus at her Mirror或Venus and Cupid，又常譯為《維納斯對鏡梳妝》）是西班牙画家迪亞哥·委拉斯蓋茲大约在1647年与1651年间访问意大利时创作的。画作显示了裸体的希腊神话爱神维纳斯和小爱神邱比特。
这是宗教严厉的17世纪西班牙少有的几幅裸体画像之一。现藏于英国伦敦国家美术馆。

## 後世

### 流行文化
在BBC電視節目《名作背後》（The Private Life of a Masterpiece）中，其中一集介紹了此畫的來龍去脈。